# Waltraud Dietsch
Pour les articles homonymes, voir Dietsch.
Waltraud Dietsch (née Birnbaum le 26 novembre 1950 à Staßfurt) est une athlète allemande ayant concouru pour l'Allemagne de l'Est spécialiste du 400 mètres. 

## Biographie

### Palmarès
| Date | Compétition                    | Lieu      | Résultat | Épreuve    | Performance   |
| ---- | ------------------------------ | --------- | -------- | ---------- | ------------- |
| 1973 | Championnats d'Europe en salle | Rotterdam | 2e       | 400 mètres | 53 s 35       |
| 1974 | Championnats d'Europe en salle | Göteborg  | 3e       | 400 mètres | 52 s 84       |
| 1974 | Championnats d'Europe          | Rome      | 1re      | 4 x 400 m  | 3 min 25 s 21 |

### Records
| Épreuve            | Performance | Lieu     | Date         |
| ------------------ | ----------- | -------- | ------------ |
| 400 mètres (salle) | 52 s 77     | Göteborg | 10 mars 1974 |